# 稲戸井駅
稲戸井駅（いなといえき）は、茨城県取手市米ノ井にある関東鉄道常総線の駅。

## 概要
当駅は取手市の旧・稲戸井村に位置する。

## 歴史

### 年表
- 1913年（大正2年）11月1日：常総鉄道開業と同時に設置[2]。
- 1945年（昭和20年）3月30日：筑波鉄道（初代）との合併により、常総筑波鉄道の駅となる[2]。
- 1965年（昭和40年）6月1日：鹿島参宮鉄道との合併により、関東鉄道の駅となる[2]。
- 1982年（昭和57年）12月8日：寺原駅 - 当駅 - 南守谷駅間が複線化[2]。
- 2009年（平成21年）3月14日：ICカードPASMO供用開始[3][2]。
- 2010年（平成22年）2月16日：一部時間帯について駅員無配置となる[2][4]。
- 2013年（平成25年）5月16日：終日、駅員無配置となる[5]。

### 駅名の由来
旧村名である稲戸井村から採られた。稲戸井村は稲、戸頭、野々井、米ノ井の合成地名である。

## 駅構造

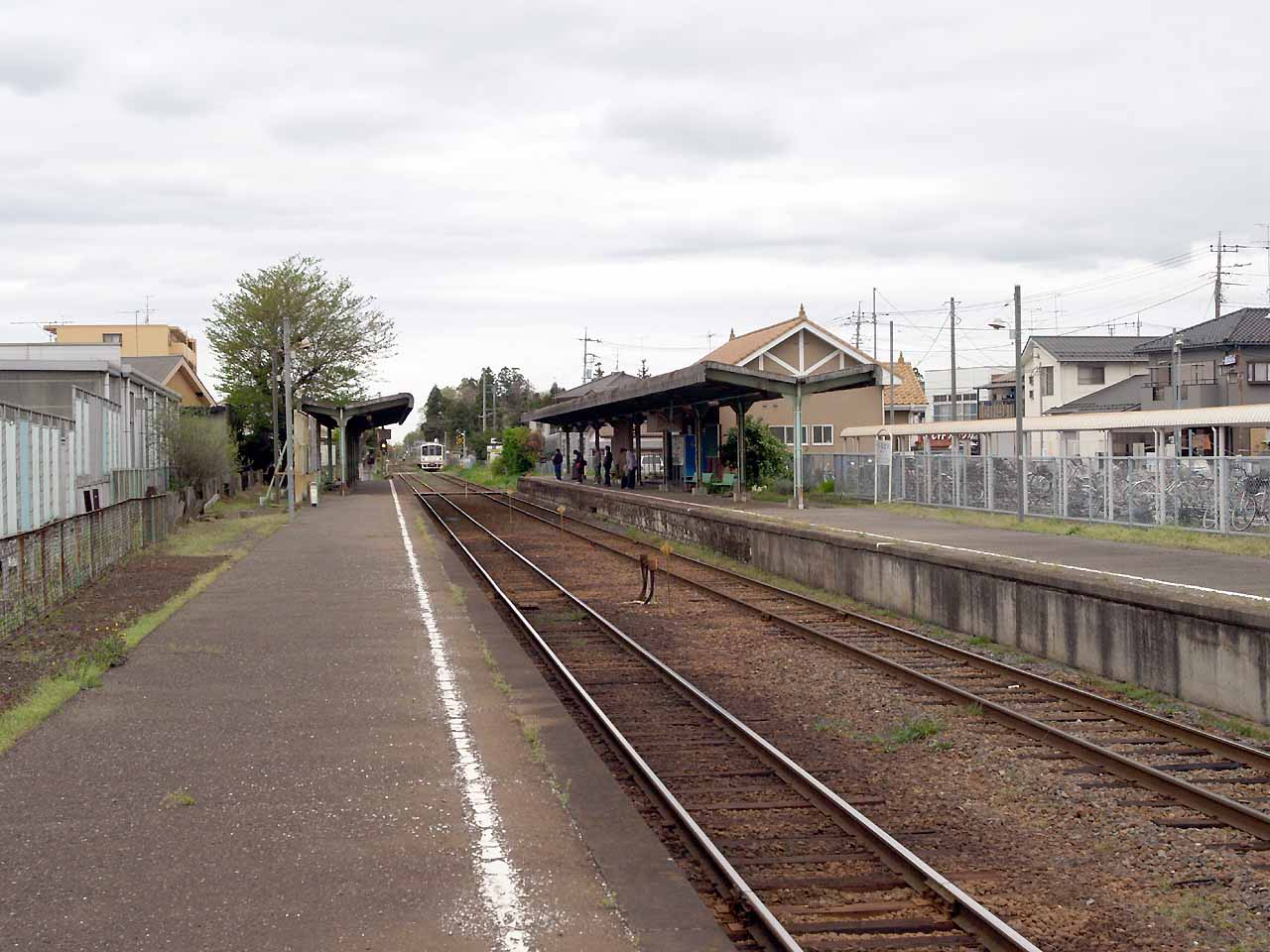
プラットホーム（2008年4月）
取手方から下館方を望む。
左側が下りホーム、右側が上りホーム。
駅舎は上りホーム側にある。

相対式ホーム2面2線を有する地上駅。下館寄りに構内踏切がある。上りホーム・下りホームとも下館寄りに2両分程度の屋根があるが、上りホーム・下りホームとも取手寄りは屋根が無い。2008年（平成20年）にはホームの段差を縮小する工事が実施され、階段の改修のほか、車椅子対応のスロープが設置された。

### のりば
| 番線 | 路線    | 方向 | 行先                         |
| ---- | ------- | ---- | ---------------------------- |
| 1    | ■常総線 | 上り | 取手方面                     |
| 2    | ■常総線 | 下り | 守谷・水海道・下妻・下館方面 |

## 当駅における運行形態
- 上り（寺原・取手方面）
  - 日中は概ね1時間に3本の普通列車（取手行）が停車する[6]。
- 下り（守谷・小絹・水海道・下妻・下館方面）
  - 日中は概ね1時間に3本の普通列車（水海道行、下館行）が停車する。一部列車は、下館行の列車でも水海道駅で乗り換えが必要な列車も設定されていて[注釈 1]、一部時間帯には守谷行と夜間には下妻行の列車も設定されている[6]。

## 利用状況
乗車人員は下表の通りである。
| 年度   | 1日平均 乗車人員 | 1日平均 乗降人員 |
| ------ | ---------------- | ---------------- |
| 2009年 | 1,065            | 2,131            |
| 2010年 | 1,021            | 2,052            |
| 2011年 | 878              | 1,762            |
| 2012年 | 852              | 1,712            |
| 2013年 | 828              | 1,670            |
| 2014年 | 789              | 1,533            |
| 2015年 | 745              | 1,514            |
| 2016年 | 730              | 1,478            |
| 2017年 | 736              | 1,488            |
| 2018年 | 713              | 1,442            |
| 2019年 |                  | 1,412            |
| 2020年 |                  |                  |
| 2021年 |                  |                  |
| 2022年 |                  | 1,293            |

## 駅周辺
旧稲戸井村の中心に位置し、商店街がある。周辺は永山地区や戸頭団地をはじめ住宅が多いが、南側は比較的少ない。
- 国道294号
- 取手市立永山中学校
- 取手市立永山小学校
- 稲戸井郵便局
- グリーンスポーツセンター
- 医師会病院
- 竜禅寺

## バス路線

### 稲戸井駅バス停
駅前右側にある。
| 乗場     | 系統          | 主要経由地                                                         | 行先                 | 運行会社                           | 備考   |
| -------- | ------------- | ------------------------------------------------------------------ | -------------------- | ---------------------------------- | ------ |
|          | [3]西部ルート | さくら荘・グリーンスポーツセンター・あけぼの・新取手駅・取手市役所 | 取手ウェルネスプラザ | 取手市コミュニティバス（ことバス） | 1日2本 |
| 戸頭中前 | [3]西部ルート | 戸頭駅                                                             | 1日2本               | 取手市コミュニティバス（ことバス） |        |

### 桔梗塚バス停
駅南側の国道294号沿いにある。
| 乗場       | 系統          | 主要経由地                                               | 行先                 | 運行会社                           | 備考   |
| ---------- | ------------- | -------------------------------------------------------- | -------------------- | ---------------------------------- | ------ |
|            | [3]西部ルート | グリーンスポーツセンター・あけぼの・新取手駅・取手市役所 | 取手ウェルネスプラザ | 取手市コミュニティバス（ことバス） | 1日1本 |
| 取手市役所 | [3]西部ルート | 1日1本                                                   | 取手ウェルネスプラザ | 取手市コミュニティバス（ことバス） |        |
|            | [3]西部ルート | 戸頭中前                                                 | 戸頭駅               | 取手市コミュニティバス（ことバス） | 1日2本 |

## その他
- 当駅は2018年6月公開の映画『名前』（戸田彬弘監督、道尾秀介原案）の舞台として撮影され[7]、中村正男（同映画の主人公。演・津田寛治）と彼の「娘」を名乗る葉山笑子（高校生。演・駒井蓮）が再会を約束する場所として登場する。

## 隣の駅
関東鉄道
■常総線
■快速・■普通
ゆめみ野駅 - 稲戸井駅 - 戸頭駅

### 記事本文